# Кобресоль
«Кобресоль» (исп. Club Deportivo Cobresol FBC) — перуанский футбольный клуб из города Мокегуа. Провёл два сезона в Первом дивизионе Перу. Из-за финансовых проблем расформирован в 2013 году.

## История
Команда была основана 5 февраля 2008 года, в первый же год своего существования команда поочередно победила в чемпионатах округа, провинции и департамента Мокегуа. С 2009 года «Кобресоль» стал выступать во Втором дивизионе, в дебютном сезоне клуб занял второе место, а на следующий год победил в Сегунде. В 2011 году «Кобресоль» дебютировал в перуанской Примере, и занял в ней 9-е место из 16 команд. По итогам 2012 года покинул элиту, а в 2013 году прекратил существование.
Домашние матчи команда проводила на стадионе «25 ноября», вмещающем 21 000 зрителей.

## Достижения
- Второй дивизион Перу:
  - Победитель (1): 2010
  - Вице-чемпион (1): 2009